# Karl Borchert (Turner)
Karl Borchert (* 1884; † nach 1908) war ein deutscher Kunstturner.

## Biografie
Karl Borchert startete bei den Olympischen Sommerspielen 1908 in London. Im Einzelmehrkampf belegte er als Drittbester der deutschen Mannschaft den 13. Rang. Im gleichen Jahr wurde er Sieger im Sechskampf beim Deutschen Turnfest in Frankfurt am Main.